# Thomas Chatterton
Thomas Chatterton (Bristol, 20 de noviembre de 1752 - Londres, 24 de agosto de 1770) fue un poeta del prerromanticismo inglés.

## Biografía

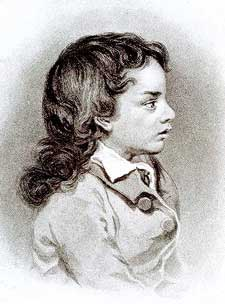
Thomas Chatterton de niño.

Chatterton nació en Brístol, donde su familia detentaba desde cerca de dos siglos la sacristanía de Saint Mary Redcliffe, una iglesia parroquial de Inglaterra. Su padre, cuyo nombre tomó, fue Thomas Chatterton, un hombre con aficiones culturales fuera de lo corriente en su clase social, amante de la música, poeta, numismático y aficionado al ocultismo, además de sochantre en la catedral de Bristol y maestro en la escuela libre de Pyle Street, cercana a la iglesia de Redcliffe. Pero su hijo nació huérfano: el padre había fallecido hacía tres meses, y la familia quedó en la miseria, de forma que lo crio su tío el sacristán Richard Phillips. Lo echaron del colegio a los cinco años dándolo por un completo inútil y aprendió a leer pasados los siete. Pronto quedó fascinado por los manuscritos iluminados que encontró en los viejos arcones de la iglesia y adquirió una curiosidad y una pasión sin límites por la Edad Media. Murió diez años después, tras haber realizado una falsificación literaria portentosa que engañó a diversos eruditos y le transformó en una legendaria figura del Romanticismo. Estudios modernos han concluido que era un niño superdotado, cuyo coeficiente intelectual alcanzaba al menos los 170 puntos.
Orgulloso y de fuerte carácter y determinación, tras aprender a leer se entregó a la lectura de forma febril y, según relato de su hermana, a los ocho leía todo el día, ya fuera sobre heráldica, astronomía, medicina, música, etcétera. Pero su voracidad no tenía por objeto el saber, sino la fama, con el fin de sacar de la miseria a su familia. Leyó unos viejos pergaminos del siglo XV que habían sido vendidos al peso por una iglesia para hacer moldes de costura y asimiló su lenguaje. A los once años compuso la égloga Eleonure y Juga. Alegó –y le creyeron– que se trataba de un viejo manuscrito del siglo XV. Su autor –precisó Thomas– era el monje medieval Thomas Rowley, que, como es natural, no existía. Era uno de los primeros heterónimos de la historia y, según una interpretación psicoanalítica, con él creó al padre que nunca tuvo y tanto echó en falta, con la idea de sacar a su madre y sus hermanas de la miseria. Siguió con sus falsificaciones medievales, y por ejemplo hizo para un conde una genealogía familiar que iba "desde la Conquista normanda hasta nuestros días", con todo tipo de referencias y notas a autoridades y libros inexistentes y la reproducción del presunto escudo de armas de la familia; ganó por ello 5 chelines. Días más tarde amplió la genealogía y se ganó otros cinco chelines.
Por entonces, Chatterton ya trabajaba como escribiente de un abogado (según algunos estudiosos, en él se habría inspirado Herman Melville para su Bartleby). A Rowley se sumaron otras figuras fantásticas, aunque todas ellas con algún asidero en la historia oficial. Chatterton –declarado admirador e imitador del falsario James Macpherson– les hizo componer poemas, baladas, genealogías, biografías y autobiografías, piezas periodísticas, teatrales y sátiras. Los hizo conocerse mutuamente, escribirse cartas, editarse, anotarse y traducirse. Como Walter Scott unos años más tarde en sus novelas históricas, no temía mezclar sucesos y personajes reales en sus fábulas. Creó un mundo paralelo. Avejentó su ortografía y su papel untándolo con ocre y restregándolo contra el piso de ladrillo, y compuso un diccionario Rowley-Inglés/Inglés-Rowley basado en diversos diccionarios y obras antiguas.
El profesor Skeat, primero en demostrar definitivamente el carácter espurio de los escritos, notó que casi todas las palabras anglosajonas utilizadas por Rowley comienzan con la letra A, de lo que deduce que Chatterton solo habría utilizado el tomo de esa letra de un diccionario de inglés medieval. En 1769, cuando creyó estar preparado, Chatterton le escribió una carta a Horace Walpole, celebrado autor de El castillo de Otranto, enviándole un escrito que fechó en 1469. Walpole festejó el hallazgo y preguntó de dónde lo había sacado. Walpole –ya engañado antes por James Macpherson– se desentendió del asunto. Chatterton escribió un soneto acusándolo de falsario, y más tarde amenazó con suicidarse (en su testamento indicaba que quería ser enterrado en una tumba medieval).

La muerte de Chatterton (1856), de Henry Wallis. Tate, Londres.

Sus amigos, creyendo que así lo salvaban, le financiaron un viaje a Londres en abril de 1770. La capital no le fue inmediatamente hostil: en poco tiempo colaboraba regularmente para varios periódicos, como Town and Country Magazine, con composiciones propias de toda índole, además de algún que otro Rowley. El pago, no obstante, era algo menos regular. En junio o julio, una pieza musical llamativamente intitulada La venganza le redituó un buen beneficio. Fue su primer y único gran éxito. Chatterton le envió a la familia un paquete con un juego chino de té, moldes de costura, un abanico para su madre y otro para su hermana, tabaco para la abuela y otras cosas finas. Habiendo preferido suicidarse antes que morir de hambre, rompió sus últimos escritos y lo consumó con una dosis mínima de arsénico, aunque algunas otras versiones hablan de una sobredosis de opio, el 24 de agosto de 1770. Los románticos lo tomaron después como un símbolo de genio no reconocido, el primero de los poetas malditos.

## Obras
Siete años después de su muerte se editaron las obras de Rowley. Algún historiador dieciochesco de la poesía inglesa lo puso entre los cuatro mejores poetas ingleses de la antigüedad. El presidente de la sociedad de anticuarios escribió un libro para probar que era auténtico. Recién un siglo más tarde Skeat cerró el debate, demostrando de una vez y para siempre que Rowley era Chatterton. Pero Rowley es sólo una parte de Chatterton. Su obra verídica es tanto o más rica que la apócrifa, que apenas si pudo ser publicada. Algunas de sus sátiras (notablemente Memorias de un perro triste) no tienen nada que envidiarles a los maestros del género, y lo mismo corresponde decir sobre algunos de sus poemas. Su vida y su obra interesaron a los artistas posteriores. Herbert Croft lo incluyó en su novela epistolar Amor y locura, John Keats le dedicó su Endymion y Samuel Taylor Coleridge, una de sus monodias. El pintor Henry Wallis se inspiró en su suicidio para crear una de sus obras maestras. Alfred de Vigny escribió un drama que lleva su nombre, Chatterton. En 1876, Ruggero Leoncavallo compuso una ópera con libreto propio, que se basa libremente en la vida del poeta. .